# آلیس آیکاک
آلیس آیکاک (متولد ۲۰ نوامبر ۱۹۴۶) یک مجسمه‌ساز و هنرمند نصب آمریکایی است. او یکی از هنرمندان اولیه در جنبش هنر زمینی در دهه ۱۹۷۰ بود و مجسمه‌های فلزی بزرگ‌مقیاس بسیاری در سراسر جهان ساخته است. نقاشی‌ها و مجسمه‌های آیکاک از فانتزی‌های معماری و مکانیکی ترکیبی از منطق، تخیل، تفکر جادویی و علم هستند.

## زندگی‌نامه
آیکاک در هریسبورگ، پنسیلوانیا در ۲۰ نوامبر ۱۹۴۶ به دنیا آمد. او در کالج داگلاس در نیو برانزویک، نیوجرسی تحصیل کرد و در سال ۱۹۶۸ با مدرک کارشناسی هنر فارغ‌التحصیل شد. او سپس به نیویورک سیتی نقل مکان کرد و مدرک کارشناسی ارشد خود را در سال ۱۹۷۱ از کالج هانتر دریافت کرد، جایی که توسط مجسمه‌ساز و هنرمند مفهومی رابرت موریس آموزش و نظارت شد. در اوایل دهه ۱۹۸۰، آیکاک با هنرمند دنیس اوپنهایم ازدواج کرد.

## کارها

### هنر زمینی
آثار اولیه آیکاک بر ارتباطات با محیط زیست تمرکز داشت. مجسمه‌های زیست‌محیطی و هنر نصب او که اغلب در زمین ساخته یا بر روی زمین نصب می‌شدند، به مسائل حریم خصوصی و فضای داخلی، محصور کردن فیزیکی و رابطه بدن با معماری بومی و محیط ساخته‌شده می‌پرداختند. هنر زمینی او بر موقعیت‌های «هدف‌مند» و اکتشافی برای مخاطبان تمرکز دارد و ساختارها به دلیل عدم نگهداری موقتی هستند. این آثار به دژهای سرخ‌پوستان آمریکایی، کرال زولو، لابیرنتهای تمدن‌های باستانی و معابد یونانی مربوط شده است.
یکی از معروف‌ترین آثار او از این نوع Maze (۱۹۷۲) است. این اثر در مزرعه گیبنی نزدیک نیو کینگستون، پنسیلوانیا نصب شده است. Maze دارای قطر سی و دو فوت و از پنج حلقه چوبی متحدالمرکز شش فوتی با سه ورودی ساخته شده که بیننده می‌تواند از آن وارد شود. هنگامی که داخل می‌شود، شرکت‌کننده باید احساس گیجی کند همان‌طور که از میان هزارتوی آن عبور می‌کند تا به مرکز آن برسد و هنگام خروج نیز احساس ناراحتی مشابهی کند. آیکاک از هم‌راستایی محوری یک قطب‌نما و همچنین مقاله خورخه لوئیس بورخس به نام «کره پاسکال»، که ایده‌ای را ارائه می‌دهد که مرکز جهان در هر جایی است که ادراک‌کننده ایستاده است، الهام گرفته بود. هنرمند دربارهٔ Maze گفت:
در ابتدا امیدوار بودم لحظه‌ای از وحشت مطلق ایجاد کنم—زمانی که تنها چیزی که مهم بود، خارج شدن بود… مانند تجربه بزرگراه، من هزارتو را به عنوان یک دنباله از حرکت‌های بدن/چشم از موقعیتی به موقعیت دیگر تصور می‌کردم. کل آن را نمی‌توان یکباره درک کرد. تنها می‌توان آن را به عنوان یک دنباله به خاطر سپرد… من رابطه بین نقطه ورودم و زمین اطراف را بدیهی می‌دانستم، اما اغلب وقتی که بیرون می‌آمدم، حس جهت‌یابی‌ام را از دست می‌دادم. از یک زمان به زمان دیگر، اتصالات بین مسیرها را فراموش می‌کردم و بخش‌های جدید را دوباره کشف می‌کردم.
آثار دیگری مانند ساختمان کم ارتفاع با سقف خاکی (۱۹۷۳) و شبکه ساده‌ای از چاه‌ها و تونل‌های زیرزمینی (۱۹۷۵) شامل شکل‌دهی به مناظر طبیعی با وارد کردن سازه‌های دست‌ساز به زمین بودند. مشابه آثار رابرت اسمیتسون و دیگر هم‌عصران او در آن زمان، آیکاک یکی از معدود هنرمندان زنی بود که در این سبک کار می‌کرد. مشارکت‌های او در این حوزه در نمایشگاه ۲۰۱۵ با عنوان "طعمه‌ها، مجموعه‌ها و ماشه‌ها: فمینیسم و هنر زمینی" در دهه ۱۹۷۰ در مرکز مجسمه‌سازی نیویورک برجسته شد.
حس موقتی بودن و خطر نیز در آثار هنری او در گالری‌ها، مانند Sand/Fans (۱۹۷۱ و دوباره در ۲۰۰۸) وجود داشت که شامل چهار فن صنعتی بود که به سمت یک توده مرکزی ۴۰۰۰ پوندی از شن و ماسه نشانه رفته بودند. در قطعه اصلی ۱۹۷۱، تیغه‌های فن بدون پوشش بودند و حس ترس را به کسانی که با اثر مواجه می‌شدند، می‌داد. در بازآفرینی ۲۰۰۸، تیغه‌ها در قفس قرار داشتند. حرکت شن و ماسه توسط فن‌ها، علاقه او به طبیعت و علم را منعکس می‌کرد. او در ابتدا فکر می‌کرد که فن‌ها یک گردباد شن و ماسه در وسط ایجاد خواهند کرد، اما به جای آن، آن‌ها موج‌ها یا نوسانات ایجاد کردند.